# I Killed the Prom Queen
I Killed The Prom Queen is een Australische metalcoreband uit Adelaide, Australië. De band werd opgericht in 2000.

## Bezetting

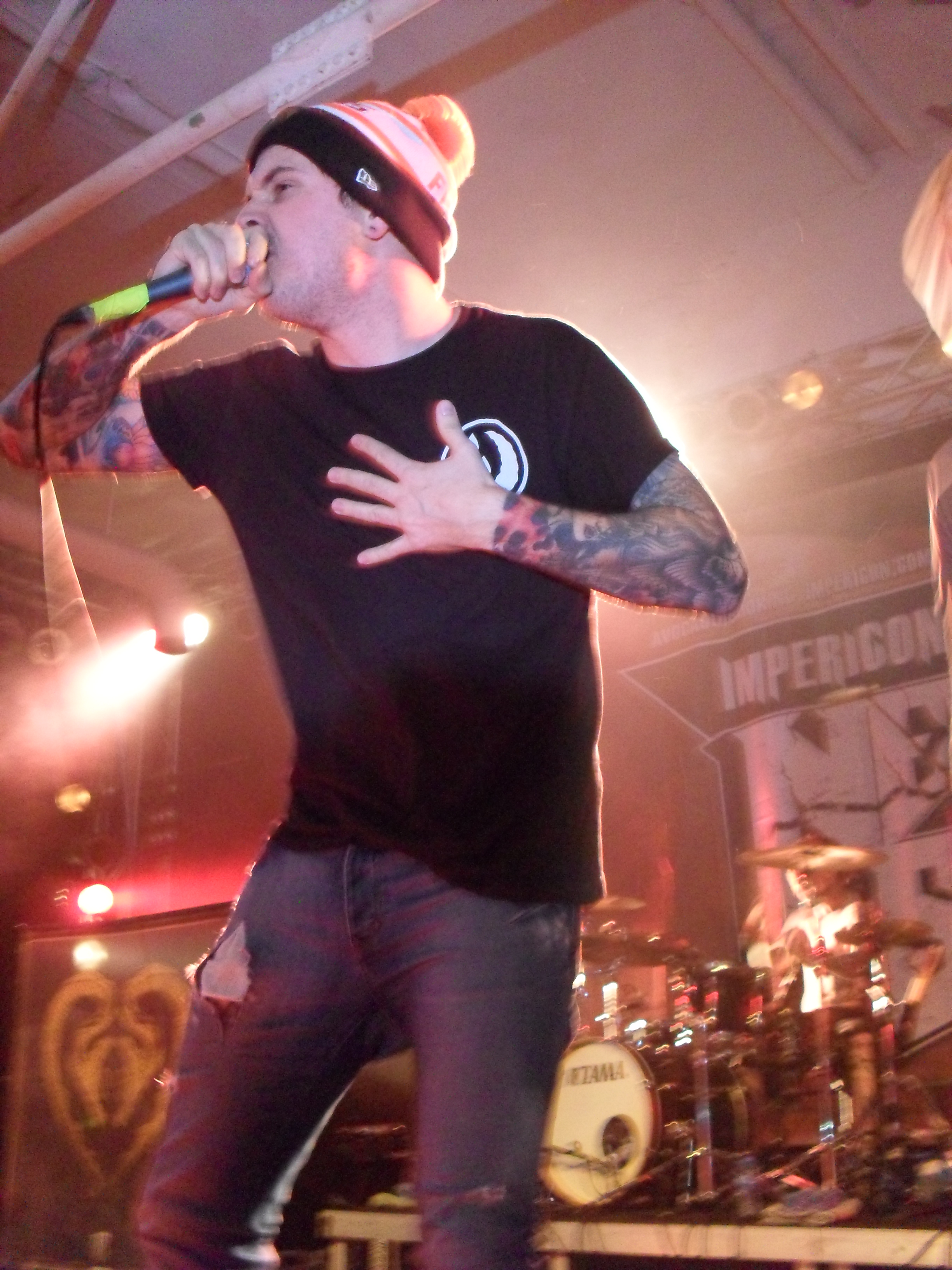
Jaime Hope tijdens NSD 2013 in Keulen

### Huidige bandleden 2014
- Jamie Hope - vocalist
- Jona Weinhofen - gitarist
- Kevin Cameron - gitarist
- Shane O'Brien - drummer

### Voormalige bandleden
- Ed Butcher - vocalist
- Michael Crafter - vocalist
- Sean Kennedy (1985-2021) - bassist[1]
- Leaton Rose - bassist
- JJ Peters - drums

## Biografie
I Killed The Prom Queen werd opgericht in 2000 en mixen Australische metalcore met New Wave of American Metal. Ze toerden reeds door de Verenigde Staten met Caliban, Evergreen Terrace, It Dies Today, Roses Are Red, Silverstein en Aiden.
In 2006 werd oorspronkelijke zanger Michael Crafter uit de band gegooid en vervangen door Ed Butcher, bekend van de Britse band The Hunt For Ida Wave. De vocalen op Music For The Recently Deceased waren al opgenomen met Crafter, maar werden overgedaan door Ed Hunter omdat de band hem de kans wilde geven de teksten en zanglijnen zelf in te vullen.
Begin 2007 verliet Hunter de band echter alweer omwille van heimwee. Tyrone van Mourning Tide viel een tijdje in als zanger, maar uiteindelijk werd Hunter opgevolgd door Colin Jeffs die ook zong op de eerste tournee van de band doorheen Europa met Bring Me the Horizon, AC/DC, Caliban, Bleeding Through en All Shall Perish.
Na de tournee met Bring Me the Horizon heeft de band bekendgemaakt dat Jona Weinhofen de band verlaat om Scott Danough bij Bleeding Through te vervangen. Na deze beslissing besluit de band volledig te stoppen omdat er ook geen nieuwe gitarist gevonden kon worden.
Kort daarna heeft Jona de band Bleeding Trough weer verlaten om naar Bring Me the Horizon te gaan.
Op 9 maart 2011 kondigde de band een Australische reünietournee aan met The Amity Affliction, Deez Nuts, en Of Mice & Men, als onderdeel van de Destroy Music Tour in mei 2011. Het werd bevestigd dat Ed Butcher en, hoewel hij werd beschouwd, zal Michael Crafter niet terugkeren als vocalisten. Op 10 maart 2011 werd bevestigd dat Jamie Hope (ex-The Red Shore) de zangpartij van de komende tournee op zich zou nemen.
Jona Weinhofen heeft Bring Me the Horizon in januari 2013 evengoed verlaten. Sean Kennedy stapte vanaf 2013 uit de groep en speelde sporadisch mee met Deez Nuts.
Sean Kennedy overleed eind februari 2021 op 35-jarige leeftijd door zelfmoord.

## Discografie

### Albums
- Choose To Love, Live Or Die - 2002
- When Goodbye Means Forever... - 2003
- When Goodbye Means Forever - 2004 (re-release Verenigde Staten)
- Your Past Comes Back To Haunt You - 2005
- Music For The Recently Deceased - 2006
- Sleepless Nights and City Lights - 2008

### Split
- I Killed The Prom Queen/Parkway Drive - 2003